# Raja (genre)
Genre
Pour les articles homonymes, voir Raja.
Raja est un genre de poissons cartilagineux appelés raies.

## Liste des espèces de raies
Selon World Register of Marine Species (13 novembre 2023) :
- Raja asterias Delaroche, 1809
- Raja bahamensis Bigelow et Schroeder, 1965
- Raja brachyura Lafont, 1871
- Raja clavata Linnaeus, 1758
- Raja herwigi Krefft, 1965
- Raja maderensis Lowe, 1838
- Raja mauritaniensis White & Fricke, 2021
- Raja microocellata Montagu, 1818
- Raja miraletus Linnaeus, 1758
- Raja montagui Fowler, 1910
- Raja ocellifera Regan, 1906
- Raja parva Last & Séret, 2016
- Raja pita Fricke & Al-Hassan, 1995
- Raja polystigma Regan, 1923
- Raja radula Delaroche, 1809
- Raja rondeleti Bougis, 1959
- Raja rouxi Capapé, 1977
- Raja straeleni Poll, 1951
- Raja undulata Lacépède, 1802